# RayVeness
RayVeness, née le 19 juin 1972 à Jamestown, est une actrice pornographique américaine.

## Biographie
Avant sa carrière dans l'industrie du X, elle travailla dans divers fast-food. Un jour, elle refusa de mettre du vernis à ongles rouge car, selon elle, seules les « putes » portent du rouge[réf. nécessaire]. Elle déclare avoir commencé à travailler à 15 ans et être entrée dans le porno à 18 ans[réf. souhaitée] après que son mari de l'époque, Red Bone, eut vu un extrait de Homegrown Videos lors de l'émission The Sally Jessy Raphael Show (en) (ils se marièrent un mois avant l'obtention de son diplôme du lycée). L'émission proposait d'envoyer sa propre scène, ce que le couple fit.
Elle débuta dans l'industrie pornographique en 1992 et y est toujours active. À l'époque, elle n'apparaissait et ne tournait qu'avec son mari ou d'autres femmes. En 1998, elle divorça et apparut par la suite aux côtés de Sean Michaels dans de nombreux films X bien qu'elle nia toute relation avec ce dernier[réf. nécessaire].
Ses scènes avec Sean Michaels incluent Boobaholics Anonymous, Dirty Little Sex Brats 8, I Like It Black 4 et Rocks That Ass 6: Octoberpussy.
Cette actrice est connue pour son sens de l'autodérision, car elle affirme[réf. souhaitée] que sa blague favorite est :
« What is the difference between the girls in the North and the girls in the South? — The girls in the North say "Yes, you can" and the girls in the South say "Yes, YOU ALL can." »

« Quelle est la différence entre les filles du Nord et les filles du Sud ? — Les filles du Nord disent « Oui, tu peux » et celles du Sud disent « Oui, VOUS pouvez TOUS. » »

Elle a un enfant conçu par fécondation in vitro.

## Filmographie sélective
- 1992 : Amorous Amateurs 2, 10 & 11
- 1993 : Amorous Amateurs 22
- 1994 : Up And Cummers 13
- 1994 : Renegades
- 1995 : Crazy Love
- 1995 : Babes Illustrated 3
- 1996 : Where the Girls Sweat 3
- 1996 : Hotel Sodom 9
- 1997 : I Love Lesbians 2
- 1997 : No Man's Land 20
- 1998 : Photoplay
- 1998 : No Man's Land 24
- 1999 : White Panty Chronicles 8
- 1999 : Stop My Ass is On Fire 3
- 2000 : Snob Hill
- 2000 : Consenting Adults
- 2001 : Stringers 2
- 2001 : Beach Bitches
- 2002 : Big Boob Lesbian Party 1
- 2002 : Girls Playing With Girls
- 2003 : Busty Beauties 9
- 2003 : Double Decker Sandwich 3
- 2004 : Double Penetration 1
- 2004 : I Like It Black And Deep In My Ass 5
- 2005 : MILTF Gone Wild 3
- 2005 : Swallow Me POV 3
- 2006 : Syrens of Sex
- 2006 : All Star Big Boobs
- 2007 : Dirty Rotten Mother Fuckers 1
- 2007 : I Love MILFs
- 2008 : Imperfect Angels 1, 2, 4 & 6
- 2008 : Women Seeking Women 44
- 2008 : Women Seeking Women 46
- 2008 : Road Queen 6
- 2008 : Lesbian Seductions: Older/Younger 22
- 2009 : Road Queen 9
- 2009 : Road Queen 10
- 2009 : Lesbian Triangles 17, 18 & 19
- 2009 : No Man's Land MILF Edition 3
- 2010 : Lip Service
- 2010 : Kittens and Cougars 3
- 2010 : Women Seeking Women 60
- 2010 : Women Seeking Women 61
- 2009 : Road Queen 14
- 2009 : Road Queen 15
- 2011 : 21 Ways To Suck A Cock
- 2011 : Lesbian Babysitters 4
- 2011 : Legends and Starlets 5
- 2012 : Couples Seeking Teens 10
- 2012 : MILF-O-Licious
- 2012 : My Mom Likes Girls 2
- 2013 : Women Seeking Women 100
- 2013 : Mother-Daughter Exchange Club 27
- 2013 : Lesbians Love Strap-Ons 2
- 2013 : Lesbian Doms and Subs 2
- 2014 : Women Seeking Women 107
- 2014 : Women Seeking Women 110
- 2014 : Mother-Daughter Exchange Club 36
- 2014 : Lesbian Seductions: Older/Younger 49
- 2015 : Lesbian Seductions: Older/Younger 52
- 2016 : Moms Lick Teens 4
- 2017 : Mom's Magic Massage
- 2018 : Filthy Moms 3

## Récompenses et nominations
- 2011 : XRCO Hall of Fame[3]
- AVN Hall of Fame (2015)[4]

nominations
- 2009 : AVN Award nommée – Best All-Girl Couples Sex Scene – Women Seeking Women 44
- 2009 : AVN Award nommée – MILF/Cougar Performer of the Year
- 2010 : AVN Award nommée – Best POV Sex Scene – Jerkoff Material 2
- 2010 : XRCO Award nommée – Unsung Siren
- 2010 : XRCO Award nommée – MILF Of The Year
- 2011 : AVN Award nommée – Best Supporting Actress – Couples Camp
- 2011 : AVN Award nommée – MILF/Cougar Performer of the Year